# Лассель Браун
Лассель Браун (англ. Lascelles Brown, 12 жовтня 1974) — канадський бобслеїст, призер Олімпійських ігор, чемпіон світу.
Лассель Браун народився на Ямайці. На міжнародних змаганнях він виступає з 1999, за Канаду з 2004. Він перший народжений на Ямайці спортсмен, що зумів вибороти олімпійську медаль на зимових Олімпійських іграх. З 1999 по 2004 рік Браун виступав за Ямайку, взяв участь в Олімпіаді в Солт-Лейк-Сіті. На цих іграх ямайська пара Браун — Вінстон Вотт встановила рекорд розгону. Тренуючись у Калгарі, Браун зустрівся із своєю майбутньою дружиною — канадкою Карою.
У 2005 році він подав прохання про зміну громадянства на канадське, і його задовільнили в особливому порядку перед самою Туринською олімпіадою. На тій Олімпіаді, розганяючи боб для П'єра Людера, Браун виборов срібні олімпійські нарогоди. Разом із Людером він також виграв чемпіонат світу 2005 року.
На Олімпіаді у Ванкувері у складі канадської четвірки з пілотом Ліндоном Рашем, Лассель Броун виборов бронзові медалі.
У 2010–2012 р.р. захищав кольори збірної Монако. У грудні 2010 у складі двійки разом з Патрісом Сервеллєм виборов срібну медаль на Кубку світу, що на той момент була першою для Монако на цих змаганнях. 2012 повернувся до складу збірної Канади, не дуже вдало виступив на Олімпіаді в Сочі, посівши дев'яті місця у складі і двійки, і четвірки.